# Luka (Sali)
Luka (italsky Santo Stefano) je vesnice a přímořské letovisko v Chorvatsku v Zadarské župě, nacházející se na ostrově Dugi otok, spadající pod opčinu Sali. V roce 2011 zde žilo celkem 123 obyvatel. V roce 1991 většinu obyvatelstva (98,78 %) tvořili Chorvati.
Sousedními vesnicemi jsou Savar a Žman. Nejdůležitější dopravní komunikací je silnice D109.